# Anarsia
Anarsia és un gènere de lepidòpters ditrisis de la família dels gelèquids (Gelechiidae). Alguns dels seus membres són plagues dels conreus agrícoles.

## Taxonomia
- Anarsia lineatella
- Anarsia spartiella
- Anarsia bilbainella
- Anarsia eleagnella
- Anarsia molybdota
- Anarsia anisodonta
- Anarsia centrospila
- Anarsia dryinopa
- Anarsia epiula
- Anarsia hippocoma
- Anarsia leucophora
- Anarsia patulella